# الهام تحقیقی
الهام تحقیقی عضو تیم ملی بزرگسالان کانوپولو در هفدهمین دوره مسابقات مسابقات جهانی کانوپولوی بانوان سیراکوزای ایتالیا (۲۰۱۶) است. تیم ایران در این مسابقات به رده چهاردهم دست یافت.